# Frankétienne
Frankétienne (nascido Jean-Pierre Basilic Dantor Franck Étienne d'Argent; Ravine-Sèche, 12 de abril de 1936 – Delmas, 20 de fevereiro de 2025) foi um escritor, poeta, dramaturgo e pintor haitiano. Ele é reconhecido como um dos principais escritores e dramaturgos do Haiti, tanto em língua francesa quanto em língua crioula haitiana, e é "conhecido como o pai das letras haitianas". Ele foi candidato ao Prêmio Nobel de Literatura em 2009, foi nomeado Comendador da Ordre des Arts et Lettres (Ordem das Artes e Letras) e foi nomeado Artista pela Paz da UNESCO em 2010.

## Vida e carreira
Jean-Pierre Basilic Dantor Franck Étienne d'Argent nasceu em Ravine-Sèche, uma pequena vila no Haiti. Sua mãe tinha 16 anos quando o deu à luz, e seu pai, um americano rico, tinha 63. Seu pai então abandonou a família. Frankétienne disse mais tarde que recebeu seus primeiros nomes de sua mãe e avó para protegê-lo da feitiçaria. Ele foi criado por sua mãe no bairro de Bel Air, em Porto Príncipe, onde ela era uma empreendedora respeitada, dona de seu próprio negócio para sustentar seus oito filhos, conseguindo mandá-lo, seu filho mais velho, para a escola. Ele cresceu para trabalhar como professor em Bel Air. Aos 5 anos, ele foi matriculado no Petit Séminaire Collège Saint-Martial, onde aprendeu francês. Embora se destacasse em matemática e física, ele foi reprovado no exame de admissão para medicina, então se matriculou em uma escola mecânica americana.

### Escrita
Ele frequentou o Instituto de Altos Estudos Internacionais [fr] na França, onde foi ensinado por Pradel Pompilus [fr] e Ghislain Gouraige. Lá, ele começou a escrever poesia por volta de 1960. Ele publicou seus primeiros textos – Au fils du temps, La marche, Mon côté gauche e Vigie et verre em 1964 e 1965. Seu primeiro romance, Mûr à crever, foi publicado em 1968. Ele era conhecido como uma das principais figuras do movimento literário haitiano espiralismo [fr], ao lado de Jean-Claude Fignolé [fr] e René Philoctète [fr].
Em 1975, publicou Dézafi [en](amplamente considerado o primeiro romance moderno escrito inteiramente em crioulo haitiano), e a partir de 1977 trabalhou no teatro, produzindo as obras Trofouban (1977), Pèlin-tèt (1978), Bobomasouri (1984), Kaselezo (1985) e Totolomannwe (1986).

### Pintura
Ele começou a pintar em 1973 e a primeira exposição de suas pinturas ocorreu em Porto Príncipe em 1974. Em 2004, ele havia feito cerca de mil pinturas. Seu estilo era "expressivo" e "abstrato", frequentemente favorecendo o vermelho e o azul, as cores da bandeira haitiana.

## Prêmios e reconhecimento
- Em 1988, atuou por quatro meses como Ministro da Cultura do Haiti.[10]
- Candidato ao Prêmio Nobel de Literatura (2009)[8]
- Comendador da Ordre des Arts et Lettres (2010)
- Artista pela Paz da UNESCO (2010), em reconhecimento aos seus esforços para preservar a cultura e a língua haitiana.
- Grand prix de la francophonie (2021)

## Morte e legado
Frankétienne morreu em Delmas em 20 de fevereiro de 2025, aos 88 anos. As circunstâncias de sua morte não foram anunciadas. O primeiro-ministro haitiano Alix Didier Fils-Aimé disse sobre ele "Por meio de seus escritos, ele iluminou o mundo, carregou a alma do Haiti e desafiou o silêncio. Que sua palavra permaneça, que seu espírito ainda sopre. Adeus, mestre".

## Obras selecionadas
- Au Fil du Temps (1964)[12]
- Mûr à Crever (1968)[13]
- Ultravocal (1972)[14]
- Dézafi (1975)[15][16]
- Trofouban (1977)
- Pèlin-Tèt (1978)
- Bobomasouri (1984)
- Kaselezo (1985)
- Totolomannwe (1986)
- Adjanoumelezo (1987)
- L'oiseau-schizophone (1993)
- H'Eros-Chimères (2002)
- Désastre (12 janvier 2010), pintura
- Difficile émergence vers la lumière, pintura